# Bert Ekström
Bert Olav Ekström, född 7 december 1930 i Luleå, död 2011, var en svensk ämbetsman.
Efter filosofisk ämbetsexamen 1963 var Ekström anställd vid Landsorganisationen (LO) 1963–70, vid finansdepartementet 1970–73, blev byråchef och ställföreträdande generaldirektör för Statens industriverk 1973, var avdelningschef 1974–82, statssekreterare i industridepartementet 1982–86, generaldirektör och chef för SMHI 1986–89 samt chef för femte AP-fonden från 1989.